# Lynda Chuba-Ikpeazu
Lynda Chuba-Ikpeazu, còn được gọi Lynda Chuba (sinh ngày 22 tháng 6 năm 1966), là một chính trị gia người Nigeria.
Con gái của một thẩm phán và chủ tịch Hiệp hội bóng đá Nigeria hai lần Chuba Ikpeazu, Lynda Chuba-Ikpeazu được giáo dục ở Nigeria, Anh và ở Mỹ, nơi bà làm việc như một người mẫu. Năm 1986, Chuba-Ikpeazu là người chiến thắng của cô gái xinh đẹp nhất đầu tiên ở Nigeria, và do đó bắt đầu xu hướng thống trị của phụ nữ Igbo trong cuộc thi. Năm 1987, bà là người Nigeria đầu tiên tham gia Hoa hậu Hoàn vũ kể từ Edna Park năm 1964, và thành tích cuộc thi lớn nhất của cô là khi cô đăng quang Hoa hậu Châu Phi cùng năm.
Sau khi trị vì, Chuba-Ikpeazu trở thành một nữ doanh nhân ở Lagos, chuyên phục vụ dầu mỏ. Chuba-Ikpeazu là thành viên của Hạ viện từ năm 1999 đến 2003.
Năm 2004, Chuba-Ikpeazu trở thành người chiến thắng trong cuộc bầu cử Quốc hội Nigeria, đại diện cho khu vực bầu cử liên bang Bắc-Nam Onitsha với tư cách là ứng cử viên của Đảng Dân chủ Nhân dân. Bà hiện là thành viên của hội đồng quản trị của Anambra United.